# Урожайное (Наурзумский район)
Урожайное (каз. Урожайное) — упразднённое село в Наурзумском районе Костанайской области Казахстана. Ликвидировано в 2008 году. Входило в состав Улендинского сельского округа.

## Население
В 1999 году население села составляло 230 человек (119 мужчин и 111 женщин).